# Liga Yemení
La Liga Yemení es la máxima categoría del fútbol profesional en Yemen. Nació a raíz de la unificación de Yemen del Norte y Yemen del Sur, comenzó a disputarse en 1990 y es organizada por la Asociación de Fútbol de Yemen.
Al primer campeonato unificado de la temporada de 1990-91 entraron 16 equipos del Norte y 16 del Sur.
El equipo campeón participa en la Copa de la AFC y en la Liga de Campeones Árabe. Desde la temporada 2008/09 la liga se volvió profesional.

## Equipos temporada 2021
| Club                | Ciudad      | Estadio                      |
| ------------------- | ----------- | ---------------------------- |
| Al-Ahli San'a       | Sana'a      | Ali Muhesen Stadium          |
| Al-Hilal Al-Sahili  | Al Hudaydah | Al Ulufi Stadium             |
| Al-Ittihad Ibb      | Ibb         |                              |
| Al-Oruba Zabid      | Sana'a      | Ali Muhesen Stadium          |
| Al-Saqr Ta'izz      | Ta'izz      |                              |
| Al-Sha'ab Hadramaut | Al Mukalla  | Baradem Mukalla Stadium      |
| Al-Sha'ab Ibb       | Ibb         |                              |
| Al-Shula Aden       | Aden        |                              |
| Al-Tilal Aden       | Aden        | May 22 Stadium               |
| Al-Wahda Aden       | Aden        | May 22 Stadium               |
| Al-Wahda San'a'     | Sana'a      |                              |
| Al Yarmuk Al Rawda  | Sana'a      | Althawra Sports City Stadium |
| Fahman Abyan        | Abyan       |                              |
| Shabab Al-Jeel      | Al Hudaydah |                              |

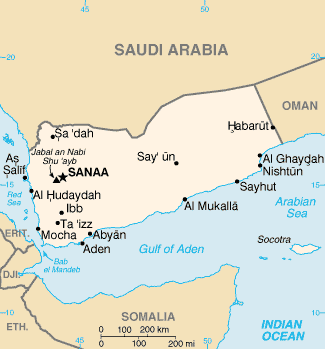
Yemen.

- SCC Al-Oruba representa al pequeño pueblo de Zabid, pero sus partidos de local los juega en Sana'a.

## Palmarés

### Campeones pre unificación
| Temporada | Yemen del Norte    | Yemen del Sur  |
| --------- | ------------------ | -------------- |
| 1970-71   | No disputado       | Al-Tilal SC    |
| 1971-72   | No disputado       | ?              |
| 1972-73   | No disputado       | ?              |
| 1973-74   | No disputado       | ?              |
| 1974-75   | No disputado       | Shabab Al-Jeel |
| 1975-76   | No disputado       | Al-Wehda SCSC  |
| 1976-77   | No disputado       | Al-Tilal SC    |
| 1977-78   | No disputado       | ?              |
| 1978-79   | Al-Wehda SCC       | Shabab Al-Jeel |
| 1979-80   | Al-Zuhra San'a     | Al-Tilal SC    |
| 1980-81   | Al-Ahli Club San'a | ?              |
| 1981-82   | Al-Sha'ab San'a    | Al-Tilal SC    |
| 1982-83   | Al-Ahli Club San'a | Al-Tilal SC    |
| 1983-84   | Al-Ahli Club San'a | Al-Shorta Aden |
| 1984-85   | No disputado       | ?              |
| 1985-86   | Al-Shorta San'a    | ?              |
| 1986-87   | No disputado       | Al-Tilal SC    |
| 1987-88   | Al-Ahli Club San'a | Al-Wehda SCSC  |
| 1988-89   | Al Yarmuk Al Rawda | Al-Wehda SCSC  |
| 1989-90   | Al Yarmuk Al Rawda | Al-Shula Aden  |

### Campeonatos de la Liga Yemení
| 1990-91   | Al-Tilal SC | Al-Mena Aden                                                                                                   |              |              |              |
| 1991-92   | Al-Ahli Club San'a                                                                                             | Al-Tilal SC |              |              |              |
| 1992-93   | No disputado                                                                                                   | No disputado                                                                                                   | No disputado | No disputado | No disputado |
| 1993-94   | Al-Ahli Club San'a                                                                                             | Hassan Abyan                                                                                                   |              |              |              |
| 1994-95   | Al-Wehda SCC                                                                                                   | Al-Ahli Club San'a                                                                                             |              |              |              |
| 1995-96   | No disputado                                                                                                   | No disputado                                                                                                   | No disputado |              |              |
| 1996-97   | Al-Wehda SCC                                                                                                   | Al-Tilal SC |              |              |              |
| 1997-98   | Al-Wehda SCC                                                                                                   | Al-Ahli Club San'a                                                                                             |              |              |              |
| 1998-99   | Al-Ahli Club San'a                                                                                             | Al-Wehda SCC                                                                                                   |              |              |              |
| 1999-00   | Al-Ahli Club San'a                                                                                             | Al-Tali'aa Taizz                                                                                               |              |              |              |
| 2000-01   | Al-Ahli Club San'a                                                                                             | Shaab Ibb SCC                                                                                                  |              |              |              |
| 2001-02   | Al-Wehda SCC                                                                                                   | Al-Ahli Club San'a                                                                                             |              |              |              |
| 2002-03   | Shaab Ibb SCC                                                                                                  | Al-Tilal SC |              |              |              |
| 2003-04   | Shaab Ibb SCC                                                                                                  | Al-Ahli Club San'a                                                                                             |              |              |              |
| 2004-05   | Al-Tilal SC | Al-Saqr SC |              |              |              |
| 2005-06   | Al-Saqr SC | Shaab Ibb SC                                                                                                   |              |              |              |
| 2006-07   | Al-Ahli Club San'a                                                                                             | Hassan Abyan                                                                                                   |              |              |              |
| 2007-08   | Al-Hilal Al-Sahili                                                                                             | Al-Ahli Club San'a                                                                                             |              |              |              |
| 2008-09   | Al-Hilal Al-Sahili                                                                                             | Al-Ahli Club San'a                                                                                             |              |              |              |
| 2009-10   | Al-Saqr SC | Al-Tilal SC |              |              |              |
| 2010-11   | SCC Al-Oruba Zabid                                                                                             | Al-Tilal SC |              |              |              |
| 2011-12   | Shaab Ibb SC                                                                                                   | Al-Ittihad SCC                                                                                                 |              |              |              |
| 2012-13   | Al Yarmuk Al Rawda                                                                                             | Al-Sha'ab Hadramaut                                                                                            |              |              |              |
| 2013-14   | Al-Saqr SC | Al-Ahli Club San'a                                                                                             |              |              |              |
| 2014-15   | Torneo interrumpido debido al Golpe de Estado de Yemen (2014 - 2015) y posterior Guerra Civil de Yemen (2015). | Torneo interrumpido debido al Golpe de Estado de Yemen (2014 - 2015) y posterior Guerra Civil de Yemen (2015). |              |              |              |
| 2015-2019 | No disputado por la guerra civil yemení                                                                        | No disputado por la guerra civil yemení                                                                        |              |              |              |
| 2019-20   | Al-Sha'ab Hadramaut                                                                                            | Al-Wehda SC (Aden)                                                                                             |              |              |              |
| 2020-21   | No disputado                                                                                                   | No disputado                                                                                                   | No disputado | No disputado | No disputado |
| 2021      | Fahman Abyan                                                                                                   | Al-Wehda SCC                                                                                                   |              |              |              |

## Títulos por club
- Se consideran solo los títulos obtenidos desde la temporada 1990-91.
| Club                | Campeón | 2° | Años campeón                       |
| ------------------- | ------- | -- | ---------------------------------- |
| Al-Ahli Club San'a  | 6       | 7  | 1992, 1994, 1999, 2000, 2001, 2007 |
| Al-Wehda SCC        | 4       | 2  | 1995, 1997, 1998, 2002             |
| Shaab Ibb SCC       | 3       | 2  | 2003, 2004, 2012                   |
| Al-Saqr SC          | 3       | 1  | 2006, 2010, 2014                   |
| Al-Tilal SC         | 2       | 5  | 1991, 2005                         |
| Al-Hilal Al-Sahili  | 2       | -  | 2008, 2009                         |
| Al-Sha'ab Hadramaut | 1       | 1  | 2020                               |
| SCC Al-Oruba Zabid  | 1       | -  | 2011                               |
| Al Yarmuk Al Rawda  | 1       | -  | 2013                               |
| Fahman Abyan        | 1       | -  | 2021                               |
| Hassan Abyan        | -       | 2  | ---                                |
| Al-Ittihad SCC      | -       | 1  | ---                                |
| Al-Mena Aden        | -       | 1  | ---                                |
| Al-Tali'aa Taizz    | -       | 1  | ---                                |
| Al-Wehda SC (Aden)  | -       | 1  | ---                                |

## Títulos ganados por ciudades
- 17 clubes de 7 ciudades han sido campeones.
| Ciudad      | Títulos | Equipos |
| ----------- | ------- | --- |
| San'a       | 22      | Al-Ahli Club (10), Al-Wehda SCC (5), Al Yarmuk Al Rawda (3), SCC Al-Oruba Zabid (1), Al-Zuhra (1), Al Sha'ab (1), Al Shorta (1) |
| Aden        | 12      | Al-Tilal SC (8), Al-Wehda SCSC (2), Al-Shula (1), Al Shorta (1)                                                                 |
| Al Hudaydah | 4       | Shabab Al-Jeel (2), Al-Hilal (2)                                                                                                |
| Ibb         | 3       | Shaab Ibb SCC (3) |
| Ta'izz      | 3       | Al-Saqr SC (3) |
| Al Mukalla  | 1       | Al-Sha'ab Hadramaut (1) |
| Abyan       | 1       | Fahman Abyan (1) |

## Goleadores
| Temporada | Goleador(es)                                                                                                   | Club | Goles |
| 1990-91   | Munif Shaif | Al-Mena Aden                                                                                                   | - |
| 1991-92   | Sharaf Mahfood                                                                                                 | Al-Tilal SC | 30 |
| 1992-93   | No disputado                                                                                                   | No disputado                                                                                                   | No disputado                                                                                                   |
| 1993-94   | Mohammad Al-Azazy                                                                                              | Al-Zuhra San'a                                                                                                 | 19 |
| 1994-95   | Jiab Bashafaay                                                                                                 | Hassan Abyan                                                                                                   | 25 |
| 1995-96   | No disputado                                                                                                   | No disputado                                                                                                   | No disputado                                                                                                   |
| 1996-97   | Jameel Al-Maktry                                                                                               | Shamsan Aden                                                                                                   | 21 |
| 1997-98   | Adel Al-Salimi                                                                                                 | Al-Ahli Club San'a                                                                                             | 20 |
| 1998-99   | Fathi Jabir | Al-Tilal SC | 22 |
| 1999-00   | Adel Al-Salimi                                                                                                 | Al-Ahli Club San'a                                                                                             | 17 |
| 2000-01   | Ali Al-Nono | Al-Ahli Club San'a                                                                                             | 24 |
| 2001-02   | Adel Al-Salimi                                                                                                 | Al-Ahli Club San'a                                                                                             | 18 |
| 2002-03   | Fekri Al-Hubaishi                                                                                              | Shaab Ibb SCC                                                                                                  | 13 |
| 2003-04   | Yordanos Abay                                                                                                  | Al-Saqr SC | 15 |
| 2004-05   | Yordanos Abay                                                                                                  | Al-Saqr SC | 16 |
| 2005-06   | Fekri Al-Hubaishi                                                                                              | Shaab Ibb SC                                                                                                   | 26 |
| 2006-07   | Berhanu Kaseem                                                                                                 | Al-Hilal Al-Sahili                                                                                             | 15 |
| 2007-08   | Ali Al-Nono | Al-Ahli Club San'a                                                                                             | 11 |
| 2008-09   | Ali Al-Nono | Al-Ahli Club San'a                                                                                             | 12 |
| 2009-10   | Amboio | Al-Saqr SC | 15 |
| 2010-11   | Tesfaye Tafese                                                                                                 | Al-Tilal SC | 14 |
| 2011-12   | Shaaban Naggar                                                                                                 | SCC Al-Oruba Zabid                                                                                             | 14 |
| 2012-13   | Bandera de ?                                                                                                   | | |
| 2013-14   | Bandera de ?                                                                                                   | | |
| 2014-15   | Torneo interrumpido debido al Golpe de Estado de Yemen (2014 - 2015) y posterior Guerra Civil de Yemen (2015). | Torneo interrumpido debido al Golpe de Estado de Yemen (2014 - 2015) y posterior Guerra Civil de Yemen (2015). | Torneo interrumpido debido al Golpe de Estado de Yemen (2014 - 2015) y posterior Guerra Civil de Yemen (2015). |
| 2015-2019 | No disputado por la guerra civil yemení                                                                        | No disputado por la guerra civil yemení                                                                        | No disputado por la guerra civil yemení                                                                        |
| 2019-20   | Bandera de ?                                                                                                   | | |
| 2020-21   | No disputado                                                                                                   | No disputado                                                                                                   | No disputado                                                                                                   |
| 2021      | Bandera de ?                                                                                                   | - | |